# Lumke Thoole
Lumke Thoole (* um 1690 vermutlich in Norden (Ostfriesland); † nach 1725) war eine Ostfriesin, die als Mann verkleidet als Diener und Matrose arbeitete und 1725 wegen Bigamie und Transvestitismus verurteilt wurde.

## Leben
Der Geburtsort Thooles ist unbekannt. Möglicherweise stammt sie aus der Stadt Norden in der damaligen Grafschaft Ostfriesland. Später lebte sie im etwa zwanzig Kilometer entfernten Emden, wo sie 1716 in der Gasthauskirche den Seemann Thys Geertz heiratete. Ob das Paar Kinder hatte, ist nicht bekannt. Ihr Mann heuerte kurz nach der Hochzeit bei der Niederländischen Ostindien-Kompanie (niederländisch Vereenigde Oostindische Compagnie, abgekürzt VOC) an und ließ Lumke mit ihrer Schwiegermutter in Emden zurück.
Vermutlich Anfang der 1720er Jahre verließ sie Emden und zog zunächst nach Utrecht, wo sie als Mann gekleidet eine Lehre als Schreiner machte. Danach ging sie nach Amsterdam, wo sie vermutlich unter dem Namen Jan (oder Johan) Theunisz eine Stelle als Diener annahm. Unter dem gleichen Namen heuerte sie später als Matrose bei der VOC an. Zu dieser Zeit war es Frauen verboten, auf einem Schiff der VOC zu arbeiten. Am 12. Juli 1723 war sie Teil der Besatzung des Schiffes Berbices, das von Texel nach Batavia, der Hauptstadt Niederländisch-Indiens, segelte. Während der Fahrt wurde sie enttarnt. Als das Schiff am 19. Juli 1723 Kapstadt erreichte, wurde sie von Bord verwiesen und am 30. Juli offiziell aus dem Dienst entlassen, aber nicht bestraft. Sie erhielt die Erlaubnis, sich unter dem Namen Johanna Theunis Switters als Frau in Kapstadt niederzulassen.
Dort heiratete sie den damals achtzigjährigen Abraham Hartog aus Frankfurt am Main, der schon längere Zeit am Kap lebte und einer der reicheren Bewohner der Kolonie war. Das Paar hatte eine gemeinsame Tochter, die am 21. Januar 1725 auf den Namen Maria Magdalena getauft wurde. In dieser Zeit wurde sie von Emdern, die in Kapstadt waren, erkannt. Diese sandten ihrem ersten Ehemann, von dem sie nie geschieden worden war und der zu dieser Zeit in Thailand in Diensten der VOC war, einen Brief.
Thys Geertz muss sie daraufhin wegen Bigamie angezeigt haben, denn Lumke wurde verhaftet. Im anschließenden Prozess wurden ihr Bigamie und Transvestitismus vorgeworfen. Das Gericht verurteilte sie am 23. Juni 1725 zu Gefängnis und einer Geldstrafe von hundert Reichstalern. Außerdem wurde sie an den Pranger gestellt und sollte anschließend mit ihrer Tochter nach Europa verbannt werden. Ob Lumke Kapstadt danach tatsächlich verlassen hat, ist unbekannt. Nach dem Prozess verlieren sich ihre Spuren.